# 希日尼亞科韋
50°19′0″N 37°27′41″E / 50.31667°N 37.46139°E
希日尼亞科韋（烏克蘭語：Хижнякове）是位於烏克蘭東部的村莊，由哈爾科夫州丘胡伊夫区的沃夫昌斯克市鎮負責管轄。該村處於布達里夫西基亞爾河畔，始建於1694年，面積0.065平方公里，海拔高度186米。